# Mihmindar
Mihmindar era el 18è càrrec dels 25 que tenia la cort mameluca d'Egipte. Era equivalent al naib sahib al-bab del fatimites.
Era l'encarregat de rebre les delegacions i ambaixadors dels beduïns (urban) i ajudar-los en la seva estada a la cort.
El més conegut és el genealogista Al-Amir al-Hamdani Badr al-Din Abu l-Mahasin Yusuf ben Sayf al-Dawla, autor d'un tractat de genealogia, nascut el 1205 i mort a finals del segle xiii, que va tenir aquest càrrec sota dos sultans.